# Cypella pusilla
Cypella pusilla là một loài thực vật có hoa trong họ Diên vĩ. Loài này được (Link & Otto) Benth. & Hook.f. ex B.D.Jacks. miêu tả khoa học đầu tiên năm 1893.